# Набэсима Киёхиса
Набэсима Киёхиса (яп. 鍋島 清久, 1490 — 1544) — японский военачальник периода Сэнгоку, вассал рода Рюдзодзи.

## Биография
Родился в семье Набэсимы Цунэфусы. Его отец, Цунэфуса, происходил из рода Сёни, но унаследовал главенство семьи Набэсима по материнской линии от деда, Набэсимы Цунэнао. Род Набэсима изначально являлся небольшой семьёй землевладельцев в провинции Хидзэн.
В 1530 году, когда Рюдзодзи Иэканэ сражался с Оути Ёситакой в битве при Тадэнаватэ, Киёхиса сотрудничал с Иэканэ и сыграл важную роль в битве; считается, что Киёхиса сражался в маске красного медведя. В результате Киёхиса получил признание за свои способности, и род Набэсима стал вассалом рода Рюдзодзи.
Является синтоистским божеством почитаемым в храме Сага-дзиндзя в Саге.